# Pirômetro

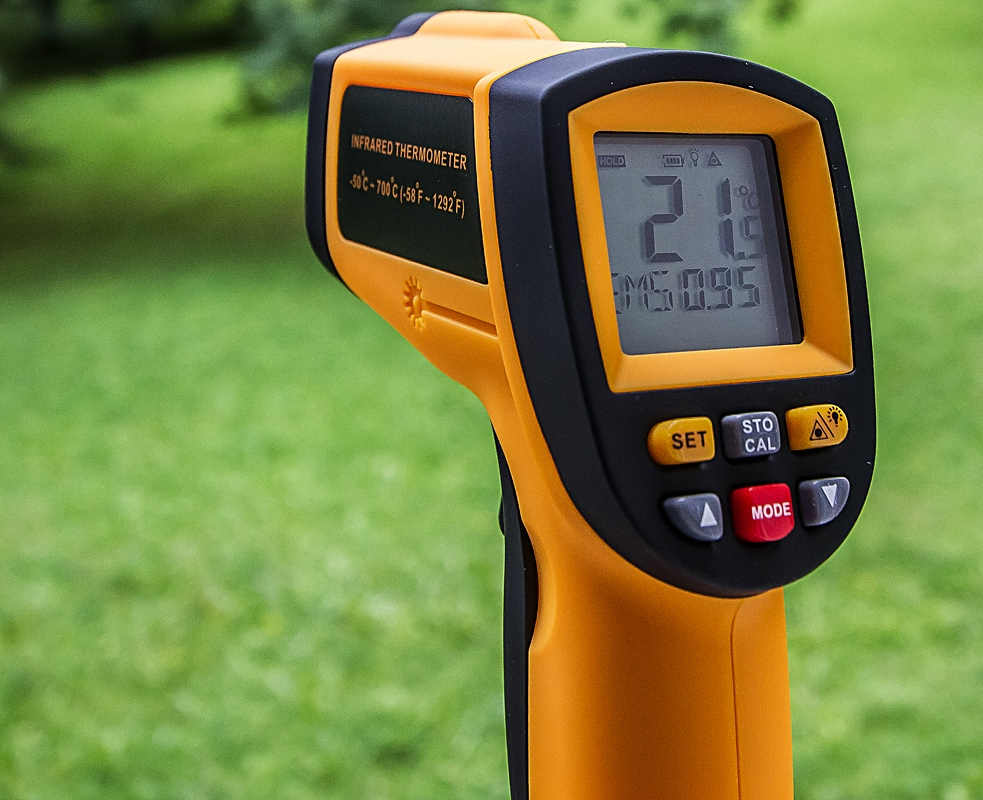
Termômetro infravermelho, um tipo de pirômetro óptico

O pirômetro (português brasileiro) ou pirómetro (português europeu) é um tipo de termômetro. É um equipamento que mede irradiação térmica da superfície de um objeto e informa a temperatura. Diferentes tipos de pirômetros foram desenvolvidos pelo homem – hoje se trata de um dispositivo que não necessita de contato, contrastando com outros meios de obter informação sobre a temperatura de um objeto, como o termopar e uma termorresistência. 
A origem do nome é do grego pyro, que significa fogo, e metros, que significa medida/medição. O termo foi cunhado para descrever equipamentos capazes de medir temperaturas acima da incandescência - com brilho perceptível pelo olho humano.
O impulso que motivou o desenvolvimento de pirômetros foi a necessidade de medir a temperatura de objetos muito quentes, impossibilitando contato direto, como metais fundidos, cerâmicas e outros processos industriais, estrelas e também a temperatura em câmaras como as de vácuo. Hoje em dia os pirômetros são métodos eficazes (com erros próximos a 2%  e que diminuem conforme a temperatura aumenta) para medição de temperatura inclusive negativas. 

## História do dispositivo
Tornou-se possível desenvolver pirômetros modernos quando o primeiro pirômetro de filamento que desaparece foi desenvolvido em 1901 por Kurlbaum e Holborn - físicos alemães. Antes disso outros modelos surgiram mas nunca com o mesmo impacto e aplicabilidade do método de filamento que desaparece. 
O equipamento se tratava de um filamento fino alimentado por uma fonte controlável que tinha sua temperatura controlada através da corrente. O brilho emitido pelo filamento aquecido era então comparado com o brilho de um objeto o qual se desejava obter informações sobre a temperatura. Uma escala permitia o controle da corrente no filamento e a temperatura era então obtida quando o filamento atingia a mesma cor que o objeto, "desaparecendo" diante do mesmo. O método claramente dependia da acuidade visual do operador.

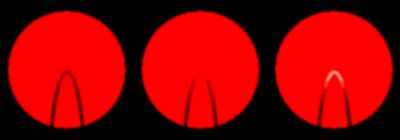
Exemplo de pirômetro de filamento que desaparece

Após algum tempo de uso os operadores e desenvolvedores do equipamento perceberam que a temperatura fornecida pelo pirômetro era diferente da temperatura real do objeto - o que não era muito bem compreendido na época mas hoje sabemos ser a diferença entre um corpo-negro ideal e um corpo-negro real, um objeto cuja temperatura desejamos medir (também chamado de corpo-cinza), que é a emissividade. Com o estudo da emissividade foi possível descobrir que ela dependia de diversos fatores associados a estrutura do material e principalmente às condições da superfície e também da temperatura. 
Um método para contornar os problemas com a emissividade dos materiais foi empregado e utilizava da lei de Planck para relacionar a temperatura com a intensidade de radiação emitida por cada comprimento de onda. Quando se assumia que as emissividades são as mesmas para os dois comprimentos de onda escolhidos era possível utilizar uma manipulação matemática que cancelava as emissividades na razão das contribuições pelos dois comprimentos - foi o que deu o nome desse tipo de pirômetro de pirômetro de razão ou pirômetro de duas cores. Essa tecnologia foi explorada comercialmente por muito tempo até que fosse possível estudar melhor o comportamento dos materiais e se descobrir que as emissividades também mudam conforme o comprimento de onda que se escolhe, ou seja, o método da razão fornecia informações errôneas quanto a temperatura.
Hoje os pirômetros de múltiplas cores funcionam com aproximações que fornecem resultados muito precisos de temperatura mesmo para materiais onde a emissividade não é conhecida por completo e varie para diferentes comprimentos de onda.

## Princípio de funcionamento
Pirômetros são compostos de dois mecanismos que atuam em conjunto na informação da temperatura da superfície de um objeto. Um sistema óptico e um sistema de detecção. O papel do sistema óptico é focalizar a radiação térmica do objeto sobre um detetor, permitindo que o mesmo adquira radiação de uma forma constante e eficiente, e selecionar diferentes comprimentos de onda através de filtros. O detetor então utiliza basicamente de dois processos para informar a temperatura: quântico e térmico.
A física por trás do pirômetro por radiação está na relação entre a radiação térmica e a temperatura através da lei de Stefan-Boltzmann. Onde sigma é a constante de proporcionalidade e epsilon é a emissividade do material.
{\displaystyle j^{\star }=\sigma \varepsilon T^{4}}
{\displaystyle \sigma =5,6697\times 10^{-8}Wm^{-2}K^{-4}}
Um detetor do tipo fotodiodo funciona com a interação entre os fótons emitidos pela fonte quente e o material do detetor, resultando em elétrons que são colhidos e amplificados para gerar um sinal de corrente. 
Já o do tipo térmico tem sua temperatura modificada pela radiação que está focalizada e - semelhante a um termopar - gera uma voltagem que pode ser medida e calibrada através da resistência do detetor, fornecendo valores de temperatura. 
Pirômetros mais antigos funcionavam com dilatação de metais e quadrantes graduados. Um dos primeiros modelos foi desenvolvido para medir a temperatura de fornos para cerâmicas.

## Dispositivos
Os pirômetros se dividem em dois grandes grupos, os pirômetros ópticos e os pirômetros de radiação. Existem alguns tipos de pirômetros para aplicações específicas como o por efeito fotoelétrico.

### Pirômetro de radiação
Qualquer objeto emite radiação térmica em temperaturas superiores ao zero absoluto e a radiação emitida é função da temperatura. Na prática, a energia radiada é proporcional a emissividade a dada temperatura e comprimento de onda - de forma que para obter um valor preciso e coerente de temperatura para uma superfície o operador precisa conhecer a emissividade do material que ele está medindo. O equipamento é construído com uma lente que focaliza essa radiação emitida em um sensor, que é sensível a luminosidade, e gera uma voltagem que é proporcional a radiação focalizada.
É vantajoso pois independe da capacidade de interpretação de cores do operador e pode ser utilizado para diversas aplicações através da implementação de filtros permissivos para apenas a faixa do espectro eletromagnético desejada. Todavia, sofre impacto de toda radiação do local que chega ao detetor - radiação que pode ser muito mais intensa do que a do objeto que se deseja medir a temperatura - dificultando o processo de medição. 

### Pirômetro óptico
Tem como princípio básico utilizar o olho do operador para comparar o brilho de um objeto quente com o brilho de um filamento ou uma lâmpada de filamento dentro do instrumento. Pode também ser utilizada uma chama para comparação. O operador modifica a corrente no filamento até que este tenha o mesmo brilho do objeto e então usa uma escala graduada e calibrada para inferir a temperatura.
É o método mais barato que pode ser utilizado, todavia, como o sistema funciona utilizando o olho humano as radiações do espectro que podem ser comparadas são bastante limitadas, compreendendo somente a faixa do visível, de forma que o corpo precisa estar quente o suficiente para emitir com comprimentos de onda entre 400 e 700 nanometros.

## Características gerais
No geral, pirômetros são equipamentos vantajosos para quanto maior a temperatura da aplicação desejada. Os erros para temperaturas acima de 1200 °C são muito pequenos e, contanto que a emissividade do material medido seja bem conhecida (o que é verdade para a maioria das aplicações), a informação de temperatura será diferente da real por no máximo 1%. Eles possuem tempo de resposta extremamente rápido quando comparados aos termômetros usuais, da ordem de microssegundos e nanosegundos com os pirômetros de efeito fotoelétrico. 
As dificuldades na implementação desse tipo de medidor em uma indústria se dá pela sua resposta não satisfatória em meios empoeirados devido a perda de potência da radiação até chegar no detetor, na dependência do operador de conhecer a emissividade do material para obter valores precisos de temperatura e em seu custo quanto comparados com outros métodos de obtenção de temperatura.

## Calibração
A calibração de um pirômetro é realizada com uma cavidade de corpo negro. É um forno especial construído para fornecer resultados muito próximos de um emissor de radiação eletromagnética perfeito. Esse tipo de estrutura deve suprir algumas exigências:
- Temperatura uniforme e bem controlada na região de foco do equipamento.
- Estabilização rápida para calibração em diferentes temperaturas.
- Possuir a máxima emissividade possível para os comprimentos de onda a serem calibrados.

Se escolhe uma temperatura para a câmara e se posiciona o pirômetro diante da cavidade de forma que ele receba toda a radiação emitida pelo forno. No Brasil existem institutos credenciados pela RBC (rede brasileira de calibração) e que fazem a calibração de pirômetros para uso de pesquisa ou industrial: o INMETRO, a USIMINAS e a CST.

## Aplicações
Pirômetros possuem um campo vasto de aplicações, tanto para a indústria quanto para a pesquisa, e são equipamentos indispensáveis quando houver necessidade de medição de temperaturas elevadas em curto tempo e monitoramento de sistemas automatizados que dependem do controle de temperatura para acompanhamento do processo. As aplicações mais conhecidas são:
- industria metalúrgica e automação em processos de usinagem e tratamento de metais
- meteorologia: medição de temperatura de água, solo, ar, principalmente em balões atmosféricos
- manutenção de eletrodomésticos
- industria alimentícia: produção, estocagem e entrega
- termometria diagnóstica como forma alternativa a métodos invasivos de diagnose
- produção de imagens térmicas e visores noturnos em tecnologia militar
- monitoramento de temperatura em crescimento de cristais semicondutores
- automodelismo: Pirômetros são utilizados para medir instantaneamente a temperatura do motores movidos a nitrometano

É válido apontar que o preço do equipamento para aplicações específicas, principalmente quando é desejada a obtenção de radiação fora do visível é bastante elevado. Atualmente empresas fazem pesquisa e desenvolvem pirômetros para o ultravioleta.